# HPCX
Le HPCX est une compétition de cyclo-cross disputée à Jamesburg, aux États-Unis.
L'épreuve, comme la majorité des compétitions américaines de cyclo-cross, se dispute sur un week-end avec une épreuve le samedi et une épreuve le dimanche. En 2019, seule la manche du dimanche est organisée.

## Palmarès de l'épreuve #1 (samedi)
| Année | Vainqueur      | Deuxième              | Troisième     |
| ----- | -------------- | --------------------- | ------------- |
| 2012  | Adam Craig     | Justin Lindine        | Jeremy Durrin |
| 2013  | Cameron Dodge  | Jerome Townsend       | Anthony Clark |
| 2014  | Cameron Dodge  | Travis Livermon       | Todd Wells    |
| 2015  | Cameron Dodge  | Jens Vandekinderen    | Anthony Clark |
| 2016  | Adam Craig     | Jack Kisseberth       | Cole Oberman  |
| 2017  | Stephen Hyde   | Gage Hecht            | Curtis White  |
| 2018  | Justin Lindine | Kevin Bradford-Parish | Scott Smith   |

## Palmarès de l'épreuve #2 (dimanche)
| Année | Vainqueur          | Deuxième              | Troisième       |
| ----- | ------------------ | --------------------- | --------------- |
| 2014  | Cameron Dodge      | Todd Wells            | Dan Timmerman   |
| 2015  | Jens Vandekinderen | Cameron Dodge         | Travis Livermon |
| 2016  | Carl Decker        | Jeremy Durrin         | Derrick St John |
| 2017  | Scott Smith        | Jack Kisseberth       | Justin Lindine  |
| 2018  | Justin Lindine     | Kevin Bradford-Parish | Scott Smith     |
| 2019  | Merwin Davis       | Trent Blackburn       | Daniel Chabanov |